# Xiphosomella daphne
Xiphosomella daphne là một loài tò vò trong họ Ichneumonidae.